# ورزشکاه آرنا لوبلین
ورزشکاه آرنا لوبلین (به لاتین: Arena Lublin) یک ورزشگاه فوتبال در لهستان است که در لوبلین واقع شده‌است.